# Phoenix Suns 2010-2011
La stagione 2010-11 dei Phoenix Suns fu la 43ª nella NBA per la franchigia.
I Phoenix Suns arrivarono secondi nella Pacific Division della Western Conference con un record di 40-42, non qualificandosi per i play-off.

## Roster
| N° | Naz.                   | Ruolo | Sportivo         | Anno | Alt. | Peso |
| -- | ---------------------- | ----- | ---------------- | ---- | ---- | ---- |
| 0  | Stati Uniti (bandiera) | G     | Aaron Brooks     | 1985 | 183  | 73   |
| 1  | Stati Uniti (bandiera) | GA    | Josh Childress   | 1983 | 203  | 95   |
| 2  | Slovenia (bandiera)    | G     | Goran Dragić     | 1986 | 193  | 82   |
| 3  | Stati Uniti (bandiera) | A     | Jared Dudley     | 1985 | 201  | 102  |
| 4  | Polonia (bandiera)     | AC    | Marcin Gortat    | 1984 | 211  | 109  |
| 8  | Stati Uniti (bandiera) | AC    | Channing Frye    | 1983 | 211  | 112  |
| 12 | Francia (bandiera)     | GA    | Mickaël Piétrus  | 1982 | 198  | 98   |
| 13 | Canada (bandiera)      | G     | Steve Nash       | 1974 | 191  | 88   |
| 15 | Stati Uniti (bandiera) | C     | Robin Lopez      | 1988 | 213  | 116  |
| 19 | Turchia (bandiera)     | A     | Hidayet Türkoğlu | 1979 | 208  | 100  |
| 20 | Stati Uniti (bandiera) | C     | Garret Siler     | 1986 | 211  | 138  |
| 21 | Stati Uniti (bandiera) | A     | Hakim Warrick    | 1982 | 206  | 100  |
| 22 | Stati Uniti (bandiera) | G     | Zabian Dowdell   | 1984 | 191  | 87   |
| 23 | Stati Uniti (bandiera) | G     | Jason Richardson | 1981 | 198  | 100  |
| 25 | Stati Uniti (bandiera) | GA    | Vince Carter     | 1977 | 201  | 98   |
| 30 | Stati Uniti (bandiera) | C     | Earl Barron      | 1981 | 213  | 111  |
| 31 | Stati Uniti (bandiera) | A     | Gani Lawal       | 1988 | 206  | 107  |
| 33 | Stati Uniti (bandiera) | A     | Grant Hill       | 1972 | 203  | 102  |
| 55 | Stati Uniti (bandiera) | A     | Earl Clark       | 1988 | 208  | 102  |

## Staff tecnico
- Allenatore: Alvin Gentry
- Vice-allenatori: Bill Cartwright, Dan Majerle, Igor Kokoškov, Noel Gillespie
- Preparatore atletico: Aaron Nelson